# 天主教托萊多教區 (美國)
天主教托萊多教區（拉丁語：Dioecesis Toletana in America）是美國一個羅馬天主教教區，屬辛辛那提總教區。成立於1910年4月15日。
範圍包括俄亥俄州西北部，教座位於托萊多。2010年有教友321,516人（佔轄區總人口22.0%）、128個堂區、220名司鐸。現任教區主教良納·P·布萊爾。